# Display Control Interface
Display Control Interface (DCI; česky rozhraní na řízení zobrazení) je komponenta operačního systému MS Windows, určená k urychlení přehrávání digitálního videa při zachování zpětné kompatibility. Vznikla kooperací Microsoftu a Intelu. Původně šlo o klíčovou součást grafické architektury Windows, později nahrazenou rozhraním DirectDraw, jehož nástupcem je Direct2D (obě součást DirectX).
DCI při své činnosti obchází GDI rozhraní a umožňuje tím proudu videodat vstupovat přímo do grafické paměti (framebuffer [ˌfreimˈbafə(r)]). Též přineslo strukturu pro identifikaci rozšířených zobrazovacích funkcí: kalibrování (anglicky scaling [ˈskeiliŋ]) i konverzi barevného prostoru YUV→RGB. Pod Windows 3.1 navýšilo výkon přehrávání videa o cca 30 %.